# Windows 1.0
Windows 1.0 was de eerste grafische interface van Microsoft voor personal computers. Microsoft Windows kwam, met veel vertraging, in 1985 op de markt.

## Geschiedenis

### 1982
In dit jaar stelde VisiCorp, op de informaticabeurs Comdex, Visi On voor. VisiCorp was de producent van VisiCalc en concurrent van Microsoft op het vlak van gebruikerssoftware. Met Visi On maakte VisiCorp zijn introductie op de markt van de besturingssystemen. Visi On was de eerste grafische gebruikersschil voor pc's. Het was een systeem op basis van vensters dat bovenop MS-DOS liep en de gebruiker een grafische gebruikersomgeving aanbood. Door met de muis op uitklappende menu's te klikken, konden programma's worden gestart en kon de computer worden beheerd. Dit in tegenstelling tot MS-DOS, waarbij voor alle handelingen de opdrachtprompt nodig was.
Bij Microsoft was de productvoorstelling van Visi On de aanzet om ook zelf met de ontwikkeling van een grafische gebruikersschil te beginnen. Men spreekt over een grafische multitasking interface voor MS-DOS. De grafische schil van Microsoft werd door de ontwikkelaars Interface Manager gedoopt.
Onder druk van de marketingafdeling werd Windowing manager omgedoopt tot Microsoft Windows. De oorsprong van de naam "Windows" ligt bij de informaticapers. In alle persartikelen die over Visi On en gelijkaardige systemen werden geschreven, sprak men steeds van windowing system, windowing shell, windowing manager.

### 1983
Microsoft Windows 1.0 werd met een enorme hype aangekondigd op de grote Comdex-computerbeurs in november 1983. Dit terwijl men binnen Microsoft zeer goed wist dat het product niet af was en zeker niet geleverd zou kunnen worden (Vapourware). Bedoeling van deze marketingcampagne was Windows te lanceren als concurrent van VisiCorps Visi On. De grafische schil van VisiCorp was in 1983, in tegenstelling tot Microsoft Windows, wel een afgewerkt product. Microsoft slaagde in zijn missie en wist grote klanten te overtuigen niet in de VisiCorpboot te stappen, maar te wachten op de release van Microsoft Windows.

### 1985
Pas op 20 november 1985 kon Microsoft Windows in de handel gebracht worden. Op de verpakking van Windows 1.0 stond dat het in 256 kB geheugen moest kunnen draaien, maar een recensent van de New York Times schreef: Het draaien van Windows in 512 kB is vergelijkbaar met het schenken van stroop op de Zuidpool.
Deze eerste versie van Microsoft Windows was geen groot succes. Het programma leed aan het kip-en-eisyndroom. Het ontbreken van grote applicaties voor Windows zorgde ervoor dat het bedrijfsleven zich niet meteen geroepen voelde om over te schakelen naar deze grafische uitbreiding van MS-DOS. Bovendien konden de vensters elkaar niet overlappen, omdat dit principe door Apple gepatenteerd was.
In Windows 1.0 was ook het spel Reversi geïntroduceerd, wat gebruikers leert om een muis te gebruiken.

## Benodigdheden
- MS-DOS 2.0, 256 kB RAM en 2 double-sided floppydisks of een harde schijf.

## Toepassingen
Windows 1.0 bevatte toepassingen waarvan een aantal nog steeds bij Microsoft Windows meegeleverd worden:
- Cardfile (een kaartenbak)
- Clipboard
- Control panel (configuratiescherm)
- Kalender (waarin afspraken vastgelegd konden worden)
- Kladblok (voor eenvoudige tekst zonder opmaak)
- Klok (een grafische klok met wijzers)
- Paint (een tekenprogramma)
- Rekenmachine (eenvoudige rekenmachine, zonder wetenschappelijke functies)
- Reversi (een spel)
- Terminal
- Write (een tekstverwerker)